# Trididemnum planum
Trididemnum planum är en sjöpungsart som beskrevs av Sluiter 1909. Trididemnum planum ingår i släktet Trididemnum och familjen Didemnidae. Inga underarter finns listade i Catalogue of Life.